# Nicolas Roeg
Nicolas Jack Roeg (15. srpna 1928 Londýn – 23. listopadu 2018 tamtéž) byl britský filmový režisér a kameraman.
Pocházel z rodiny nizozemských přistěhovalců a vystudoval londýnskou Mercers' School. Od roku 1947 pracoval v Marylebone Studios jako filmová klapka a asistent kameramana. V roce 1960 debutoval jako kameraman u muzikálu Jazz Boat, spolupracoval mj. s Françoisem Truffautem na filmu 451° Fahrenheita. V roce 1970 režíroval spolu s Donaldem Cammellem svůj první film Představení s Mickem Jaggerem v hlavní roli. Jeho adaptace psychologické novely Daphne du Maurier Teď se nedívej obsadila v anketě Britského filmový institut o nejlepší britský film dvacátého století osmé místo. V roce 1976 zfilmoval román Waltera Tevise Muž, který spadl na Zemi a do titulní role obsadil Davida Bowieho. Podílel se také na seriálu Mladý Indiana Jones a na povídkových filmech Árie a The Film That Buys the Cinema.
Jeho tvorba byla námětově kosmopolitní, provokovala cynismem a pesimismem, vyznačovala se výraznou vizuální stylizací a originální prací se střihem. Christopher Nolan a Steven Soderbergh označili Roega za svůj filmařský vzor.
Jeho první manželkou byla Susan Stephenová a druhou Theresa Russell. Byl otcem šesti dětí.
Dvakrát byl nominován na Cenu BAFTA za nejlepší kameru (1964 a 1967) a jednou na Cenu BAFTA za nejlepší režii (1973). V roce 1980 získal cenu London Film Critics' Circle pro nejlepšího režiséra. V roce 1996 se stal komandérem Řádu britského impéria.

## Režijní filmografie
- 1970 Představení
- 1971 Cesta
- 1973 Teď se nedívej
- 1976 Muž, který spadl na Zemi
- 1980 Bad Timing
- 1983 Eureka
- 1985 Bezvýznamnost
- 1986 Trosečník
- 1988 Track 29
- 1990 Čarodějky
- 1991 Studené štěstí
- 1995 Dvě smrti
- 2000 The Sound of Claudia Schiffer
- 2007 Pýchavka